# Washingtonterritorium
Het Washingtonterritorium (Engels: Territory of Washington, Washington Territory) was een Amerikaans territorium dat bestond tussen 8 februari 1853 en 11 november 1889 waarop het vervolgens tot de unie toetrad als de staat Washington.
Het Washingtonterritorium ontstond uit het gedeelte van het Oregonterritorium ten noorden van de rivier Columbia en ten noorden van 46e breedtegraad. Het territorium zou aanvankelijk Columbia Territory gaan heten maar Congreslid Richard H. Stanton uit Kentucky stelde voor om de naam van George Washington te gebruiken als eerbetoon. De territoriale hoofdstad was Olympia en de eerste gouverneur van het territorium was Isaac Stevens.
De oorspronkelijke grenzen van het territorium omvatten naast het huidige Washington ook het noorden van Idaho en een deel Montana ten westen van de continental divide. Na de toetreding van Oregon als staat in 1859 werden het oostelijke deel van het Oregonterritorium, inclusief het zuiden van Idaho, delen van Wyoming en een klein deel van het huidige Ravalli County in Montana aan het Washingtonterritorium toegevoegd.
In 1863 werd het gebied ten oosten van de Snake River en de 117e meridiaan afgescheiden van het Washingtonterritorium om zo het nieuwe Idahoterritorium te vormen terwijl een klein deel van het territorium bij het Nebraskaterritorium gevoegd werd. Het overgebleven gedeelte werd op 11 november 1889 als de 42ste staat van de Verenigde Staten toegelaten tot de unie.

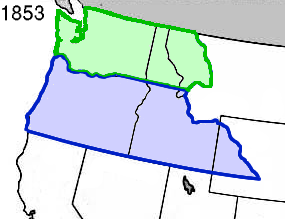
Het Washingtonterritorium (groen) en het Oregonterritorium (blauw) in 1853
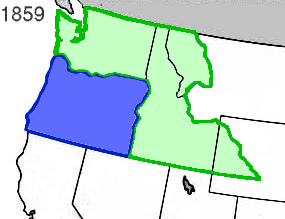
Het Washingtonterritorium (groen) en de staat Oregon (blauw) in 1859
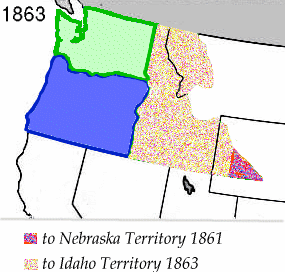
Gebieden die afgestaan werden aan het Nebraskaterritorium in 1861 (paars) en het Idahoterritorium in 1863 (bruin)

Georganiseerde en geïncorporeerde territoria: Noordwest (1787–1803) · Zuidwest (1790–1796) · Mississippi (1798–1817) · Indiana (1800–1816) · Orleans (1804–1812) · Louisiana/Missouri (1805–1821) · Michigan (1805–1837) · Illinois (1809–1818) · Alabama (1817–1819) · Arkansas (1819–1836) · Florida (1822–1845) · Indian Territory (1834–1907) · Wisconsin (1836–1848) · Iowa (1838–1846) · Oregon (1848–1859) · Minnesota (1849–1858) · New Mexico (1850–1912) · Oklahoma (1890–1907) · Utah (1850–1896) · Washington (1853–1889) · Kansas (1854–1861) · Nebraska (1854–1867) · Nevada (1861–1864) · Colorado (1861–1876) · Dakota (1861–1889) · Idaho (1863–1890) · Arizona (1863–1912) · Montana (1864–1889) · Wyoming (1868–1890) · Hawaï (1900–1959) · Alaska (1912–1959)
Niet-geïncorporeerde territoria: Guam (1898–) · Filipijnen (1898–1946) · Puerto Rico (1898–) · Amerikaans-Samoa (1899–) · Panamakanaalzone (1903–1979) · Amerikaanse Maagdeneilanden (1917–) · Noordelijke Marianen (1975–)
Onbewoonde eilanden en claims onder de Guano Islands Act: Phoenixeilanden (1856–1979) · Roncador Bank (1856–1981) · Serrana Bank (1856–1981) · Baker (1857–) · Jarvis (1858–) · Johnston (1858–) · Navassa (1858–) · Kingman (1860–) · Swaneilanden (1863–1972) · Howland (1867–) · Midway (1867–) · Quita Sueño (1869–1981) · Palmyra (1898–) · Wake (1899–) · Corn Islands (1914–1971)